# Astragalus hartmanii
Astragalus hartmanii är en ärtväxtart som beskrevs av Per Axel Rydberg. Astragalus hartmanii ingår i släktet vedlar, och familjen ärtväxter. Inga underarter finns listade i Catalogue of Life.